# (39860) Aiguoxiang
(39860) Aiguoxiang est un astéroïde de la ceinture principale.

## Description
(39860) Aiguoxiang est un astéroïde de la ceinture principale. Il fut découvert le 17 février 1998 à la station de Xinglong par Beijing Schmidt CCD Asteroid Program. Il présente une orbite caractérisée par un demi-grand axe de 2,32 UA, une excentricité de 0,09 et une inclinaison de 6,0° par rapport à l'écliptique.